# Victor Spinetti

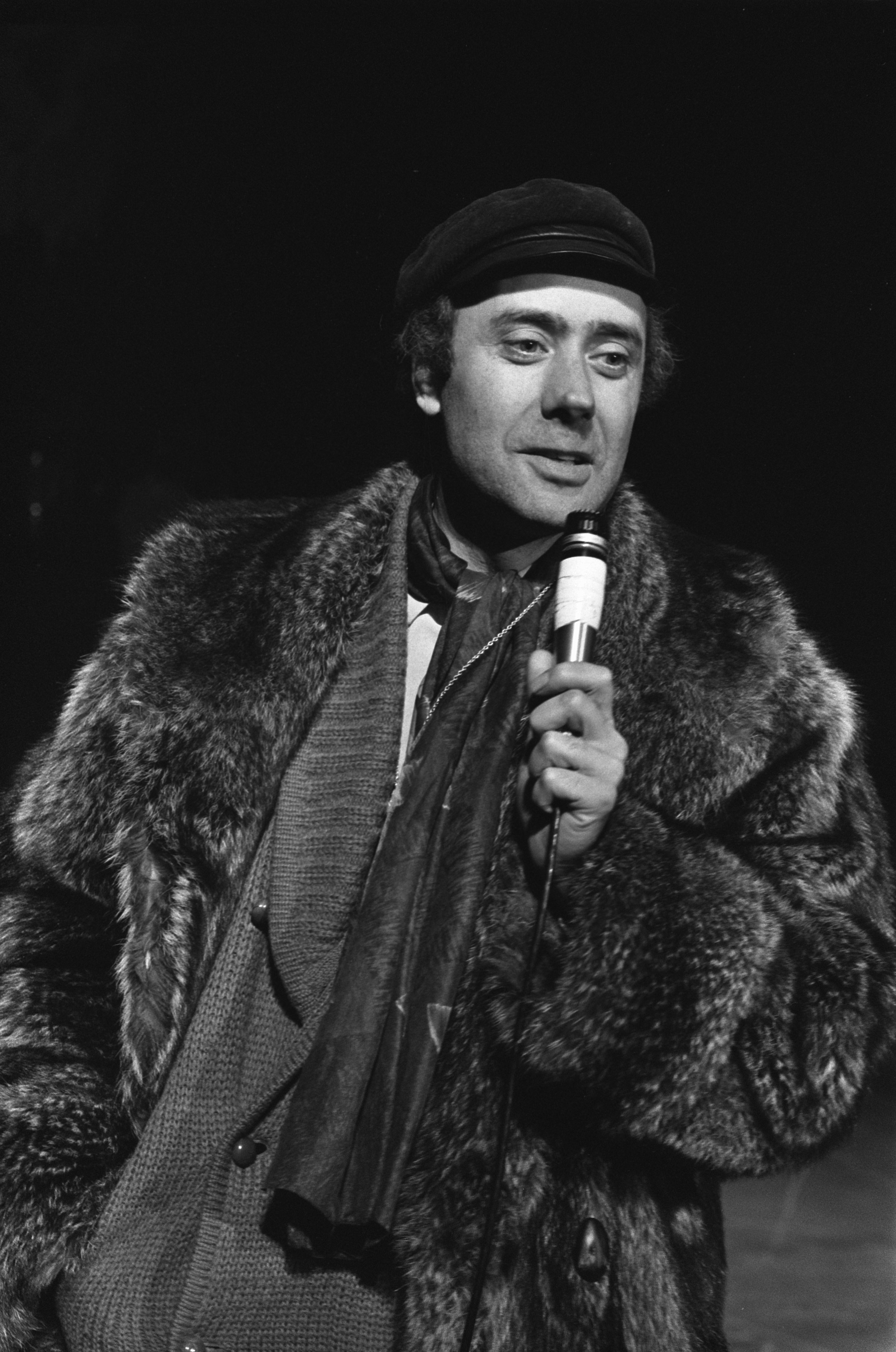
Spinetti en 1969.

Victor Spinetti (Cwm, 2 de septiembre de 1929 - Monmouth, 18 de junio de 2012) fue un actor de comedia, escritor, poeta y narrador británico. Apareció en decenas de películas y obras de teatro a lo largo de su carrera de 50 años y es recordado hoy por aparecer en tres películas de la banda británica de rock The Beatles en los años sesenta, A Hard Day’s Night, Help! y Magical Mystery Tour.
En su juventud, después de varios trabajos menores, Spinetti siguió una carrera en los escenarios y se asoció estrechamente con el Taller de Teatro de Joan Littlewood. Entre las obras que realizó estuvieron, Fings Ain't Wot They Used T'Be y Oh! What a Lovely War (1963), con las que viajaron a la ciudad de Nueva York (Estados Unidos) y por la que ganó un premio Tony. Simultáneamente a esto, Spinetti apareció en decenas de películas, entre ellas La fierecilla domada (de Franco Zeffirelli), Under milk wood, El regreso de la pantera rosa y Under the Cherry Moon.
Durante su carrera posterior, Spinetti actuó con la Royal Shakespeare Company, en papeles como el Sr. Foppington en La recaída y el arzobispo en Ricardo III, en Stratford-upon-Avon. En 1990 apareció en Los Kray. En 2008 apareció en el unipersonal Un diario muy privado, con el que recorrió Reino Unido, versionado como Un diario muy privado... ¡revisitado!, en el que contaba la historia de su vida. En 2011, a Spinetti se le diagnosticó cáncer de próstata y murió de esta enfermedad en 2012.

## Primeros años
Spinetti nació en Cwm (Gales). Su abuelo emigró desde Italia hasta Gales para trabajar como minero de carbón. Sus padres, Giuseppe y Lily Watson, eran dueños de la freiduría de Cwm, sobre cuyo local vivían y donde nació Spinetti. Spinetti fue el mayor de seis.
Su hermano menor, Henry Spinetti (1951-) es baterista de sesión, y ha grabado con Eric Clapton, Bob Dylan, George Harrison, Paul McCartney, Procol Harum y Pete Townshend, entre otros.
Spinetti estudió en la Escuela de Monmouth y el Real Colegio Galés de Música y Drama en Cardiff, de los cuales se convirtió en miembro. Al principio fue camarero y trabajador en una fábrica. En la universidad, Spinetti conoció al actor Graham Curnow, quien se convirtió en su pareja. Los dos compartían su casa y eran abiertamente no monógamos.

## Carrera cinematográfica
Spinetti saltó a la fama internacional gracias a su protagonismo en tres películas de The Beatles en los años sesenta, A Hard Day's Night, Help! y Magical Mystery Tour. También apareció en una de las grabaciones de Navidad de The Beatles.
La mejor explicación para esta colaboración y amistad de larga data podría haber sido proporcionada por George Harrison, quien dijo: «Tienes que estar en todas nuestras películas, porque si no estás mi mamá no irá a verlas, ¡le gustas mucho!».
Harrison también decía: «Tienes un karma encantador, Vic». Paul McCartney describía a Spinetti como «El hombre que hace desaparecer las nubes».
Spinetti hizo un papel en el videoclip de la canción de McCartney «London Town», del álbum de 1978 con el mismo nombre.
En julio de 2010, Spinetti recitó la canción «Ob-La-Di, Ob-La-Da» (acompañado por David Barratt en ukelele y bajo) en The Festival Theatre (Malvern), y esa grabación fue puesta en el podcast The Beatles Complete on Ukulele (‘Los Beatles completo en ukelele’).
Spinetti apareció en más de 31 películas, entre ellas The Taming of the Shrew, Bajo el bosque lácteo (con Elizabeth Taylor y Richard Burton), Becket, Empiecen la revolución sin mí, Voyage of the Damned, El regreso de la pantera rosa, Under the cherry moon y Los Kray.
La última aparición en pantalla de Spinetti se encuentra en el DVD de la película independiente Beatles stories by US musician Seth Swirsky (‘historias de Los Beatles por el músico estadounidense Seth Swirsky’), publicada para celebrar el 50.º aniversario de las primeras sesiones de grabación de The Beatles en los estudios Abbey Road.

## Teatro
Spinetti realizó muchas actuaciones memorables en el Taller de Teatro de Joan Littlewood, como Fings Ain't Wot They Used T'Be (1959, escrita por Frank Norman, con música de Lionel Bart), y Oh! What a Lovely War (1963). Presentaron esta última en la ciudad de Nueva York y por ella Spinetti ganó un premio Tony por su papel principal como el desagradable Sargento Drill. En el West End trabajó en las obras The Odd Couple (como Félix), y en Chitty Chitty Bang Bang. En 2005 la crítica lo aclamó por su papel como Albert Einstein, en la obra Albert's Boy, en el teatro Finborough. Presentó su propio monólogo, A Very Private Diary (‘un diario muy privado’), en el Festival Fringe de Edimburgo.
Uno de los papeles más desafiantes de Spinetti fue como el personaje masculino principal en la obra feminista Vagina Rex and the Gas Oven (de Jane Arden), que presentaron a teatro lleno durante seis semanas en el Arts Lab, en Drury Lane (1969). En 1980 dirigió The Biograph Girl (‘la chica del biógrafo’), un musical acerca de la época del cine mudo, en el Teatro Phoenix. En 1986 se presentó como Fagin en el musical Oliver!, que fue la última producción profesional que utilizó la escenografía original de Sean Kenny. Apareció en Broadway en The Hostage and The Philanthropist. En 1995 actuó también con la Royal Shakespeare Company en Stratford-upon-Avon, en papeles como el Sr. Foppington en The Relapse y el arzobispo en Richard III, aunque esta no fue una experiencia feliz para él.
Spinetti fue el coautor de In His Own Write, una obra de teatro adaptada de un libro de John Lennon, que Spinetti dirigió en el Teatro Nacional, que se estrenó el 18 de junio de 1968 en el Old Vic. Spinetti y Lennon aparecieron juntos en junio de 1968, en el programa de radio Release, en la BBC2. Durante la entrevista, Spinetti dijo acerca de la obra:

Spinetti: En realidad no es la infancia de John, es la de todos, ¿no es así, John?
Lennon (con voz cavernosa): Así es, todos somos uno, Victor, todos somos uno, ¿no es así? O sea, quiero decir, ¿qué pasa?
Spinetti: Es sobre la madurez de cualquiera, sobre las cosas que nos ayudaron a ser más conscientes.

También dirigió Jesus Christ Superstar (E interpretó al Rey Herodes en el elenco del 20 aniversario) y Hair, que presentó en su país y en Europa. Sus numerosas apariciones en la televisión británica, incluyeron Take My Wife (en la que interpretó a un agente artístico londinense que prometía a su cliente comediante que la fama estaba a la vuelta de la esquina), y la comedia An Actor's Life For Me.
En septiembre de 2008, Spinetti versionó su monólogo A Very Private Diary, en gira por Reino Unido, como A Very Private Diary... Revisited! (‘un diario muy privado, ¡revisitado!’), en el que contaba la historia de su vida.

## Televisión
Entre 1969 y 1970 Spinetti apareció en Thames Television, junto a Sid James, como uno de los dos Two In Clover.
En los años setenta, Spinetti apareció en una serie de anuncios de televisión para las galletas Jaffa Cakes, de la empresa McVities (ahora United Biscuits). Él presentó Victor’s Party para Granada. Más tarde hizo la voz del archivillano de Texas Pete en la popular serie animada de televisión SuperTed (1982-1984), de S4C. Narró varios audiolibros de Fireman Sam. En 1992 prestó su voz al Rey de las Ratas en el programa infantil británico Tales of the Tooth Fairies - The Stolen Present, en la BBC, producida por la compañía de animación Welsh Calon.
En 1995 apareció en un episodio de Bottom (con Rik Mayall y Adrian Edmondson) como «Audrey el maître»
Spinetti también protagonizó Boobs in the Wood de Jim Davidson, filmado para DVD en 1999.
En 1986 aparece en el videoclip de "All I Need Is A Miracle" la banda Mike + The Mechanics, interpretando al dueño del restaurante en donde la
banda tocaba.
De 1999 a 2002 representó a Max, el Hombre de las Mil Caras, en el popular programa televisivo infantil Harry and the Wrinklies, también protagonizada por Nick Robinson (Goodnight Mister Tom).

## Escritura
La poesía de Spinetti ―especialmente Watchers along the mall (1963)―, y su prosa aparecieron en varias publicaciones. Sus memorias, Victor Spinetti up front...: his strictly confidential autobiography, publicadas en septiembre de 2006, están llenas de anécdotas. En conversación con el cantante Michael Ball, en su programa por BBC Radio 2 transmitido el 7 de septiembre de 2008, Spinetti reveló que la princesa Margaret había sido fundamental en la obtención del necesario permiso del censor para el estreno de Oh!, what a lovely war (¡oh, qué guerra encantadora!).

## Vida personal
Spinetti era gay.
Su pareja durante 44 años, el actor Graham Curnow, falleció en 1997.
Curnow trabajó en la película británica de terror Horrors of the Black Museum (‘horrores del museo negro’), dirigida por Arthur Crabtree.

## Muerte
El Día de San Valentín de 2011, Spinetti se cayó del escenario. Sufrió una fractura de columna y en los análisis de rutina se descubrió que tenía un tumor en la próstata. Estuvo en tratamiento por primera vez en Londres, pero después de ser cuidado por su cuñada y cuñado Gianina y David Hughes, se trasladó al Centro de Cáncer Velindre en Whitchurch (Cardiff) para recibir tratamiento de radioterapia.
Su agente anunció que Spinetti había fallecido a causa de la enfermedad en el Monnow Vale Community Hospital (Monmouth) la mañana del 18 de junio de 2012.
Poco antes de su muerte, Spinetti fue visitado por Barbara Windsor, la actriz que coprotagonizó con él la producción del West End ¡Oh, qué guerra encantadora!:

«Éramos muy cercanos. Él fue uno de mis grandes amigos de esa época. Era un gran hombre. Charlábamos y charlábamos de cosas viejas. Pero él me decía: "No hablemos de esas cosas, hablemos del futuro". Lo que intentaba decirme es que en su habitación todo iba bien. Me sentí muy feliz de verlo. No parecía enfermo, se le veía perfecto. Decía muchas palabrotas, como si eso fuera a quitarle la enfermedad. Y nos reímos un montón. [...] [Recientemente Spinetti había cantado la obra para dúo Clubland por radio, y Windsor quería cantarla]. Hice que las enfermeras lo despertaran para escucharla. Algunas de las enfermeras no sabían quién era él, así que yo también quería que ellas escucharan. Él era una parte de mi vida y voy a extrañarlo muchísimo. Salíamos siempre a comer, y siempre estábamos chismorreando. Era muy buen actor porque percibía a las personas y utilizaba sus personajes. Los retrataba maravillosamente, en cualquier obra que hiciera.»
Barbara Windsor

«Qué triste que haya muerto Victor Spinetti. Era el contador de historias más gracioso que he conocido y un hombre cálido y encantador.»
Tuit del comediante Rob Brydon

«Víctor era un buen hombre, un gran amigo y un actor fantástico, y alguien de quien me siento orgulloso de haber conocido durante muchos años. Su ingenio irreverente y su personalidad exuberante permanecerán en mi memoria para siempre. Voy a extrañar su amistad leal, al igual que todos los demás que tuvieron la suerte de conocer y amar al maravilloso Sr. Spinetti.»
Paul McCartney en su sitio web y en su página de Facebook

El 22 de junio de 2012, Radio Preston FM emitió una entrevista en profundidad a Spinetti que no había sido difundida con anterioridad, grabada durante su visita a Blackpool en julio de 2010, en el programa Best kept secrets in conversation, de Paul y Lucy Breeze.

## Filmografía[17]

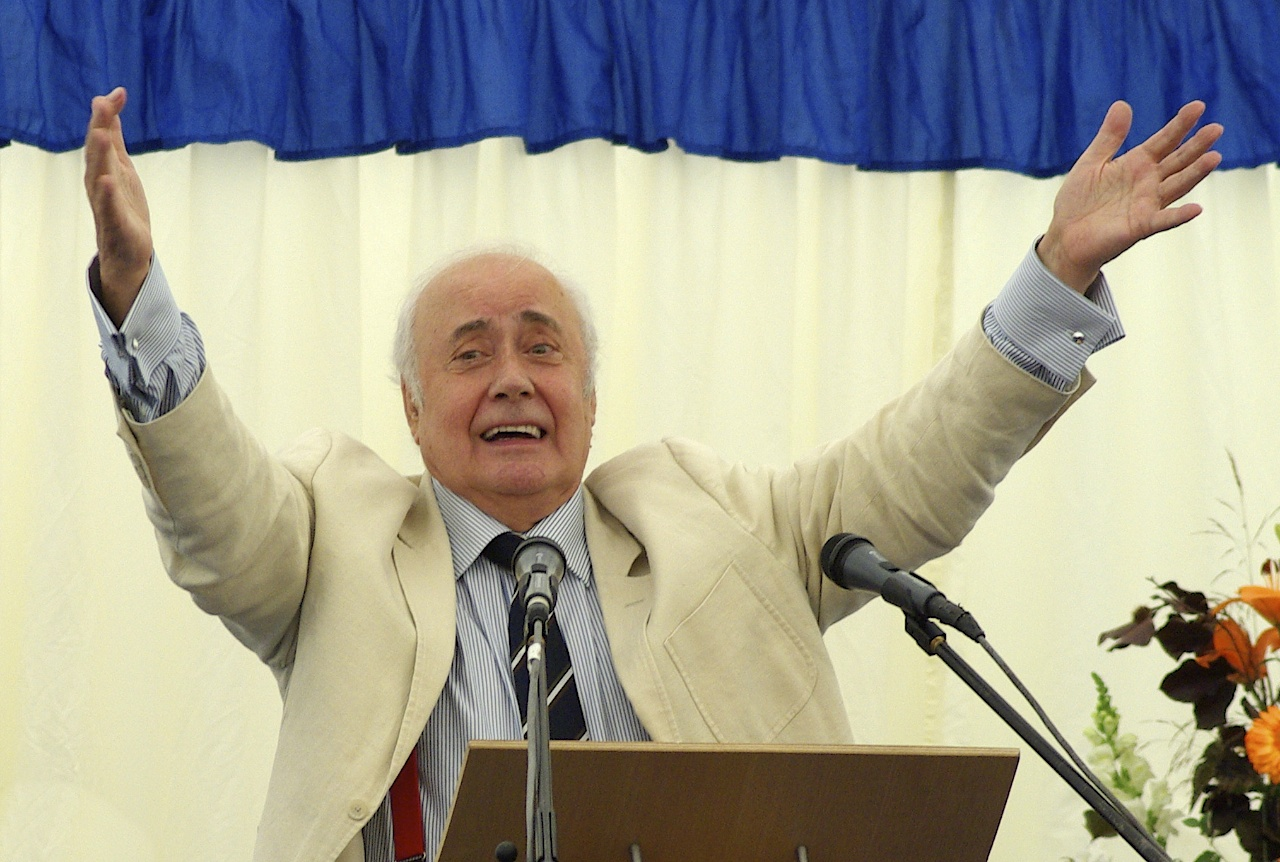
Spinetti da un discurso en la escuela de Monmouth en 2009.

- 1958: Behind the Mask, como papel menor (sin acreditar).
- 1958: Expresso Bongo (película de televisión), como Ensemble.
- 1961: The Gentle Terror, como Joe.
- 1963: Sparrows Can't Sing, como Arnold.
- 1963: Richard the Lionheart (serie de televisión).
- 1963: The Wild Affair, como Quentin.
- 1964: El Santo (serie de televisión), como Commmissionain.
- 1964: Becket, como French Tailor (sin acreditar).
- 1964: I Think They Call Him John (cortometraje), como narrador (voz).
- 1964: A Hard Day's Night, como el director de televisión.
- 1965: Help!, como Foot.
- 1966: Thirty-Minute Theatre (serie de televisión), como George.
- 1967: The Taming of the Shrew, como Hortensio
- 1968: The Biggest Bundle of Them All, como el capitán Giglio.
- 1969: Can Heironymus Merkin Ever Forget Mercy Humppe and Find True Happiness?, como Critic Sharpnose.
- 1970: Start the Revolution Without Me, como el duque d'Escargot.
- 1969-1970: Two in Clover (serie de televisión), como Vic Evans.
- 1970: A Promise of Bed, como George.
- 1970: Scacco alla mafia, como Charles Agostino.
- 1972: Under Milk Wood, como Mog Edwards.
- 1973: The 500 Pound Jerk (película de televisión), como Martin Bloore.
- 1973: Harriet's Back in Town (serie de televisión), como Aubrey Stokes.
- 1973: Digby, the Biggest Dog in the World, como el profesor Ribart.
- 1974: The Great McGonagall, como Mr. Stewart/el teniente Rotlo/el supuesto John Brown/un caballero/un revolucionario/un cardenal/un policía.
- 1974: El principito, como el Historiador.
- 1975: El regreso de la pantera rosa, como concerje del hotel.
- 1975: Whodunnit? (serie de televisión), como Randel.
- 1975: Cooper (serie de televisión).
- 1975: Dick Deadeye, or Duty Done, como Dick Deadeye (voz).
- 1976: Fred Basset (serie de televisión), como Victor Spinnetti (voz).
- 1976: Emily, como Richard Walker.
- 1976: El viaje de los malditos, como el Dr. Erich Strauss.
- 1977: Casanova & Co, como el Prefecto.
- 1977: Hardcore, como Duncan.
- 1977: Masterspy (serie de televisión).
- 1979: Jackanory Playhouse (serie de televisión), como Paul T. Guest.
- 1979: Take My Wife... (serie de televisión), como Maurie Watkins.
- 1979: The Lion, the Witch & the Wardrobe (película de televisión), como Mr. Tumnus (voz).
- 1980: Bernie (serie de televisión).
- 1980: Time of My Life (serie de televisión), como Vittorio.
- 1979-1982: Kelly Monteith (serie de televisión).
- 1978-1983: BBC Play of the Month (serie de televisión), como Hatch / Trivelin.
- 1983: Sweet Sixteen (serie de televisión), como Ken Green.
- 1982-1984: SuperTed (serie de televisión), como Texas Pete.
- 1984: Mistral's Daughter (Miniserie de televisión), como Bianchi.
- 1986: Sins (Miniserie de televisión), como Susumu.
- 1986: Under the Cherry Moon, como The Jaded Three n.º 1.
- 1987: Bad Boyes (serie de televisión), como el inspector Oiseau.
- 1988: The Attic: The Hiding of Anne Frank (película de televisión), como Herman Van Daan.
- 1989: Mike + The Mechanics: A Closer Look (video), como propietario del club.
- 1989: The Further Adventures of SuperTed (serie de televisión), como Texas Pete (voz).
- 1990: Omnibus (serie documental de televisión), como Dr. Gachet.
- 1990: El clan de los Krays, como Mr. Lawson.
- 1990: Romeo.Juliet, como Tybalt (voz) / Benvolio (voz).
- 1991: Singles (serie de televisión), como Louie.
- 1991: Paul Merton: The Series (serie de televisión), como soldado.
- 1991: An Actor's Life for Me (serie de televisión), como Desmond Shaw.
- 1991: The Princess and the Goblin, como Glump (voz).
- 1992: Secrets (Miniserie de televisión), como Sigmund Vandenhoff.
- 1992: Take Off with T-Bag (serie de televisión), como Darren Katz.
- 1994: ABC Weekend Specials (serie de televisión), voz.
- 1995: Bottom (serie de televisión), como Maitre 'd.
- 1995: The Adventures of Young Indiana Jones: Attack of the Hawkmen (película de televisión), como Bragas/Major M.
- 1999: Julie and the Cadillacs, como Cyril Wise.
- 1999: Harry and the Wrinklies (serie de televisión), como Max.
- 1999: Boobs in the Wood (video), como Triar Fuck (as Victor Spineti).
- 2000: In the Beginning (película de televisión), como Happatezoah, el mago del faraón.
- 2000: The Adventures of Young Indiana Jones: Adventures in the Secret Service (video), como el coronel Dupree (sin acreditar).
- 2002: First Degree (serie de televisión), como Founder.
- 2005: The Beatles: Love Me Do (video), como Host.
- 2005: New Tricks (serie de televisión), como Binky.
- 2005: High Hopes (serie de televisión), como Daniel Gold.
- 2006: Wednesday (cortometraje), como Mr. Pomeroy.
- 2006: Cosa raccomanda lei? (cortometraje), como hombre/taxista/mesero/barman/gánster.